# Tanlay
Tanlay è un comune francese di 1 156 abitanti situato nel dipartimento della Yonne nella regione della Borgogna-Franca Contea.

## Galleria d'immagini

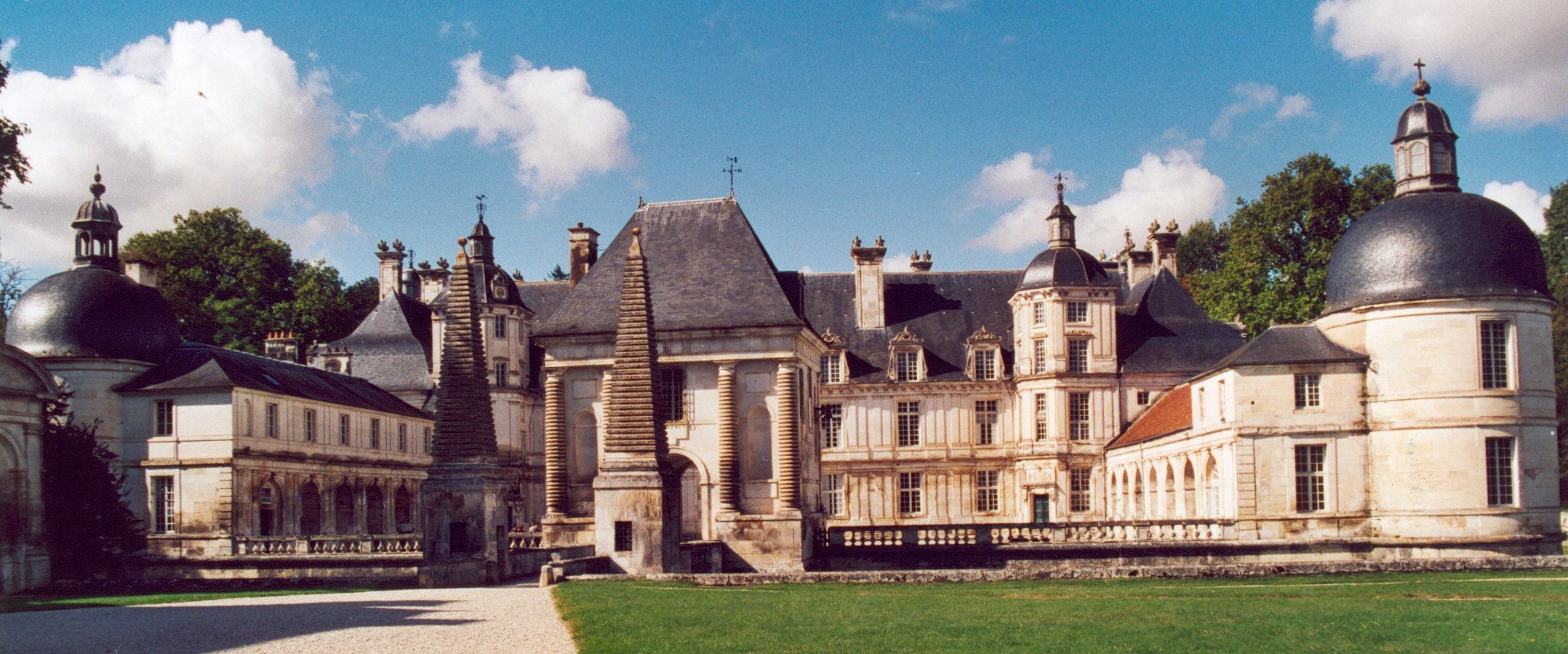
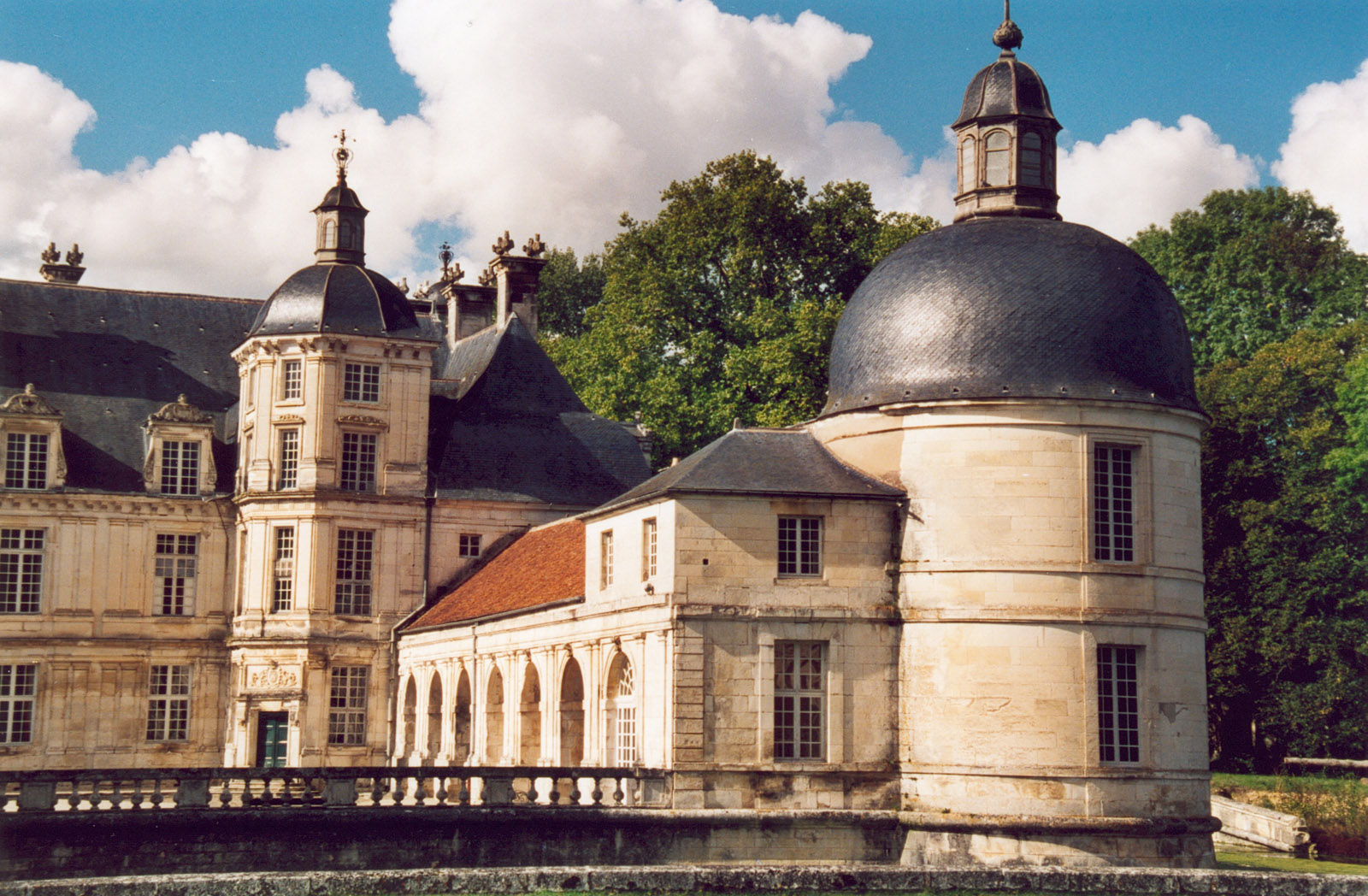
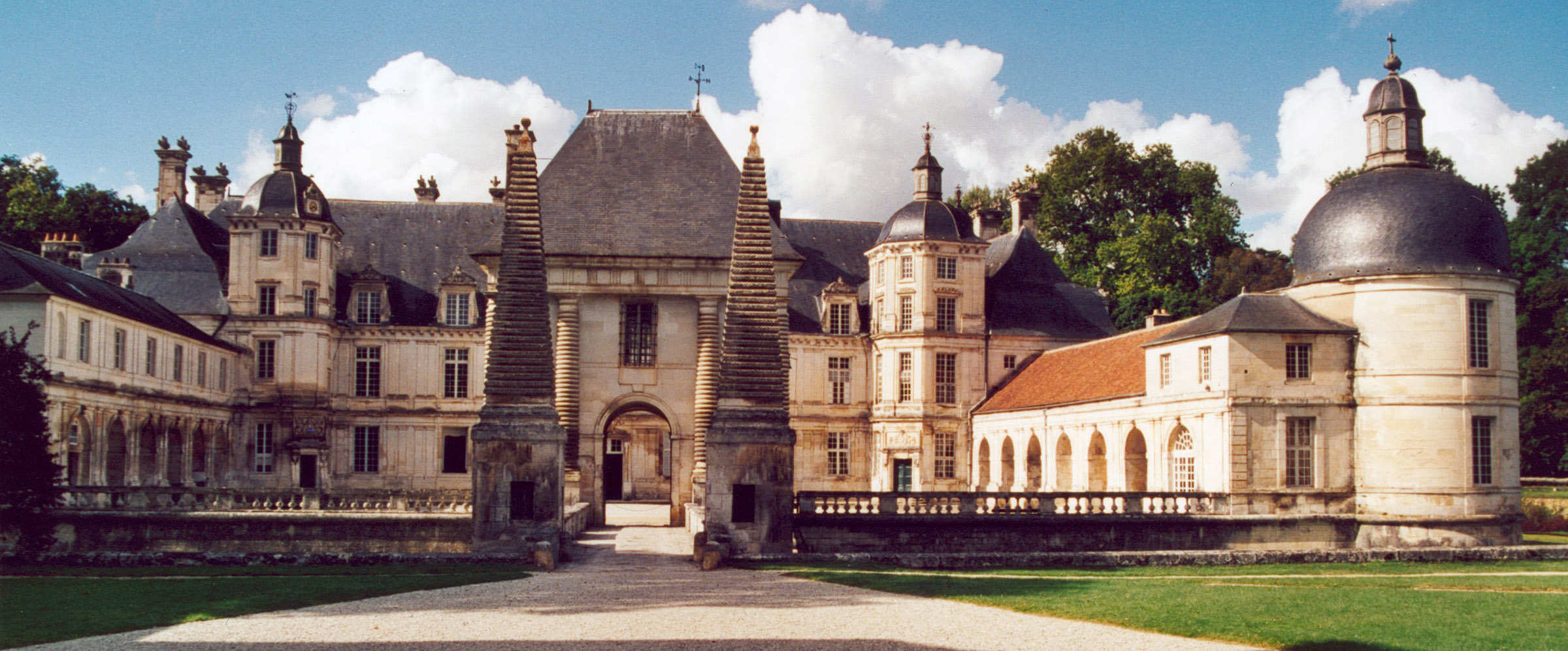

## Monumenti e luoghi d'interesse
- Castello di Tanlay

## Società

### Evoluzione demografica
Abitanti censiti